# Systaria elberti
Systaria elberti är en spindelart som först beskrevs av Embrik Strand 1913.  Systaria elberti ingår i släktet Systaria och familjen sporrspindlar. Inga underarter finns listade i Catalogue of Life.